# Denis de Bar
Denis de Bar (né et mort à Bourges le 31 mai 1517) est un ecclésiastique qui fut évêque de Saint-Papoul  de 1468 à 1472 et de 1495 à 1508 et évêque contesté de Tulle de 1472 à 1495.

## Biographie
Denis de Bar est issu d'une famille originaire du Berry. Il est le fils de Jacquette de la Fryede et de Jean de Bar († 1469), seigneur de Baugy fidèle conseiller des rois Charles VII et Louis XI.
Chanoine du chapitre de Bourges puis archidiacre de Narbonne, il est nommé évêque de Saint-Papoul par le pape Paul II en 1468 et prête serment au roi Louis XI le 9 janvier 1469. La même année, il assiste aux États du Languedoc. Il obtient en 1471 son transfert dans le diocèse de Lodève mais l'évêque de cette ville n'étant pas décédé comme le pensait le Saint-Siège, il est promu sur le siège épiscopal de Tulle la même année et cède celui de Saint-Papoul à Clément de Brillac.
Il prend possession de son nouvel évêché et du titre d'abbé de Rocamadour le 25 mars 1472 mais il doit immédiatement faire face malgré le soutien du roi Louis XI à la très forte opposition de Géraud de Maumont le cellérier élu par le chapitre de chanoines local. L'évêque fonde une chapelle en l'honneur de Saint-Denis dans la cathédrale de Bourges, sa ville natale, qu'il dote d'un vitrail représentant la vie de son saint patron en seize scènes. À Tulle, les procès se poursuivent toutefois jusqu'en 1487. Pour mettre fin à sa situation très inconfortable dans son diocèse, Denis de Bar permute l'évêché de Tulle, avec son successeur à Saint-Papoul, siège où il est réintégré en 1495.
Il préside comme doyen des évêques les États du Languedoc à Montpellier en 1504 et à Narbonne en 1508. La même année, il résigne son évêché en faveur de son neveu Charles de Bar et se retire à Bourges dans le couvent des Dominicains où il meurt en 1517 et est inhumé.

## Héraldique
Ses armoiries sont : burelé d'or, d'azur et d'argent de neuf pièces.